# Henry Howard (7e duc de Norfolk)
Pour les articles homonymes, voir Henry Howard et Howard.
Henry Howard (11 janvier 1655 - 2 avril 1701), 7e duc de Norfolk, est un noble anglais, homme politique et soldat. Il est le fils de Henry Howard (6e duc de Norfolk) et de Lady Anne Somerset, fille d’Edward Somerset (2e marquis de Worcester) et d’Elizabeth Dormer. En 1678, il est convoqué à la Chambre des Lords sous le nom de baron Mowbray. Son mariage malheureux est le sujet de beaucoup de commérages et aboutit au divorce. 

## Mariage, séparation et divorce
Il épouse Mary Mordaunt (en), fille unique et héritière d'Henry Mordaunt (2e comte de Peterborough) et Penelope O'Brien. Ils se séparent en 1685. Il divorce pour son adultère avec Sir John Germain en 1700, après l'échec d'une précédente tentative de divorce en 1692, lorsque la Chambre des lords rejette son projet de loi de divorce privé. Bien qu'il ait réussi à obtenir des dommages-intérêts dans une action pour conversation criminelle, les détails sont si sordides qu'il a peut-être regretté cette décision, d'autant plus que le jury a réduit sa demande de réparation de 100 000 £ à 66 £, pour laquelle ils ont été sévèrement réprimandés par le juge.  
Il meurt sans enfants et son successeur, Thomas Howard (8e duc de Norfolk), lui succède. Son ex-épouse se remarie à John Germain, 1er baronnet, son amant depuis de nombreuses années. Elle est morte en 1705. 
Il est rarement en bons termes avec son père, particulièrement après 1677, année de son mariage avec Jane Bickerton, sa maîtresse depuis de nombreuses années, acte qui provoque une violente querelle de famille. 

## Carrière
Comme presque tous les Howard de Norfolk, il est un catholique fervent ; mais pendant l'hystérie anti-catholique engendrée par le soi-disant « Complot papiste » il se conforma publiquement à l'Église d'Angleterre. Il ne fait guère de doute qu'il s'agissait simplement d'un moyen de sauver les domaines familiaux. Le stratagème semble avoir réussi ; bien que son père fût accusé de récusation en 1680, l'accusation est rapidement abandonnée. Alors que la ligne aînée Howard survit indemne, leur cousin William Howard (1er vicomte Stafford), est exécuté pour son rôle supposé dans l'intrigue en décembre 1680. Henry, qui siégeait comme baron Mowbray, était l'un des pairs qui l'ont acquitté. C'est un signe de son courage moral et de son jugement indépendant, compte tenu du sentiment anti-catholique du pays, qu'il a voté non coupable. Cela était d'autant plus remarquable que, selon John Evelyn, des membres de la famille élargie de Stafford à la Chambre des lords (huit personnes au total), il était le seul à le faire, Stafford étant un homme « mal aimé de sa famille ». 
Il devient membre de la Royal Society en 1672. Son père était déjà membre et est un généreux bienfaiteur de la Société. 
Le 20 juin 1685, il est nommé colonel du Suffolk Regiment, qui s'appelle à l'époque le régiment de fantassins du duc de Norfolk. Il est créé Chevalier de la Jarretière la même année. En tant qu’homme « tout-puissant dans son duché » il use de son influence lors de l’élection générale de 1685 pour faire élire des membres entièrement loyaux à la Couronne (comme son père l’avait fait en 1673 lorsqu’il trouve un siège sûr à Castle Rising pour Samuel Pepys). En 1688, cependant, il est en mauvais termes avec Jacques II, désapprouvant ouvertement la politique agressive du roi en matière religieuse. Lorsqu'on lui demande de remplacer les magistrats de son duché par des magistrats plus dociles, il a simplement refusé et est allé prudemment en France mais est revenu à temps pour accueillir la révolution glorieuse. 
Le premier HMS Norfolk est nommé en son honneur. 
Il sert comme conseiller privé sous Guillaume III et Marie II en 1689. Au début, il refuse de prêter le serment nécessaire pour siéger à la Chambre des lords car, s’il se conforme publiquement au rite anglican, il n’est pas un secret pour personne qu’il reste catholique de cœur, mais après quelques mois, il prête serment.